# Magnar Åm
Magnar Åm (auch: Magnar Aam; * 9. April 1952 in Trondheim) ist ein norwegischer Komponist, Organist und Kantor.

## Leben
Magnar Åms Eltern, der Pädagoge und Schuldirektor Olav Åm (1918–2009) und die Lehrerin Eldbjørg Kvalheim (* 1917), boten Magnar ein musikalisches Elternhaus. Die Eltern sangen mit ihm und das Klavier wurde sein bester Freund. Er wuchs in Ørsta und in Leikanger auf. Das Examen artium, die norwegische Zugangsqualifikation zum Hochschulstudium legte Åm  an der U. Pihl videregående skole in Bergen ab. Magnar Åm studierte von 1969 bis 1971  am Musikkonservatorium Bergen, der heutigen Edvard Grieg Akademie. Sein Kompositionslehrer war Ketil Hvoslef, der Sohn Harald Sæveruds. 1971 legte Åm die Kantoren- und Organistenprüfung ab. An der Königlichen Musikhochschule Stockholm studierte er 1971 bis 1972 Komposition bei Ingvar Lidholm. Sein Debüt als Organist hatte er 1971. Sein Durchbruch als Komponist gelang ihm 1972 mit der Arbeit Bøn [Gebet] für Streicher, Chor und Solosoprane. Seit 1974 arbeitet er hauptberuflich als Komponist. Seit 1979 erhält er das Statens Garantiinntekt, ein vom norwegischen Staat ausbezahltes Grundeinkommen für Künstler.
Seit 1981 lebt Magnar Åm als Komponist und Dirigent in Volda.  Er hielt in ganz Norwegen verschiedene Seminare zu Komposition und Improvisation. An der Hochschule Volda unterrichtete er bis 2007 Intuitiv komposisjon/improvisasjon og musikkfilosofi [Intuitive Komposition/Improvisation und Musikphilosophie]. Der Kurs war Teil des Bachelorstudiengangs Musik, konnte aber auch als eigenständiger Weiterbildungskurs belegt werden. Von 1986 bis 2008 leitete er den Jugendchor Digitalis und ab 1992 den gemischten Chor Volda Vokal.
Von der Kommune Svejo erhielt er das Fartein Valen stipendet 2003, ein Stipendium das nach dem norwegischen Komponisten Fartein Valen benannt ist. 2006 gewann Åm den Europäischen Kompositionspreis auf dem Festival Young Euro Classic für seine Komposition ‘tisn‘t the snow falling, it‘s us leaving the ground. 2009 erhielt er den Arne-Nordheim-Preis. Verliehen wurde der mit 125000 Kronen nach Arne Nordheim benannte Preis beim Ultimafestival in der Kulturkirken Jakob in Oslo. Am 24. Oktober 2014 wurde er für das Werk inngang, nærver, utgang [Eingang, Anwesenheit, Ausgang] mit dem mit fünfzigtausend Kronen dotierten Edvardpris, in der Kategorie Zeitgenössische Musik ausgezeichnet. Der Preis wurde im Rahmen eines Konzertes im Kulturhaus Fosnavåg verliehen.
Magnar Åm ist mit der Lektorin Liv Hundvebakke (* 1953), der Tochter Jon Hundvebakkes (1913–1999) und Karen Marie Nilsens (1919–1996), verheiratet.

## Kompositionsstil
Olav Egil Aune schreibt im Norsk biografisk leksikon man könne den Stil Magnar Åms als  Nyspiritualistisk [Neue Spiritualität] bezeichnen. Er zeichne sich durch einen polyphonen, freien dissonanten Stil aus, mit einer dicht expressiven und gleichzeitig asketischen, introvertierten Tonsprache, in der melodische und experimentelle Arbeiten nebeneinander stehen. Das Store norske leksikon schreibt, Åm habe zunächst in einem traditionellen Stil komponiert und seine späteren Werke hätten sich in Richtung Freier Tonalität bewegt.

## Werke (Auswahl)
Magnar Åms Werk reicht von Kammermusik und Vokalmusik über Werke für Orchester bis hin zu Multimediainstallationen.  Er schrieb Auftragswerke für die großen norwegischen Orchester, die Bergener Domkantorei, für Det Norske Solistkor, das Oslo Streichquartett, das Grieg Trio, die Geiger Geir Inge Lotsberg und Øyvind Bjorå, für Arvid Engegård und für Nils Økland auf der Hardangerfiedel, den Gitarristen Njål Vindenes, den Pianisten Jan Hovden, den Akkordeonisten Geir Draugsvoll, den Kontrabassisten Bjørn Ianke, den Fagottisten Eirik Birkeland, die Harfenisten Willy Postma und Ellen Sejersted Bødtker, den Organisten Kåre Nordstoga, den Bratscher Lars Anders Tomter, den Hornisten Julius Pranevicius und für viele weitere Musiker und Ensembles.
- Bøn [Gebet].für Streicher, Chor und Solosoprane, 1972.[1]
- Song für Blechbläser und Schlagzeug, 1974
- intermezzo für drei Blasinstrumente, 1976
- Octet – in nude, 1977. Es wurde vom BIT20 Ensemble unter Ingar Bergby eingespielt und auf Norwegian Signatures am 30. August 1995 beim Label Aurora veröffentlicht.
- Dagen viker og går bort. Studie over ein salmetone frå Luster, 1977 Der Organist Kåre Nordstoga spielte das Werk auf Norwegian Organ Music ein. Veröffentlicht wurde es am 9. Januar 1991 beim Label Aurora. 1977 verfasste Åm eine Fassung für Streichorchester, die 1979 vom Philharmonischen Orchester Bergen unter dem norwegischen Dirigenten Karsten Andersen (1920–1997) in der Grieghalle in Bergen uraufgeführt wurde.[13]
- Punkt null, 1977 Den Text schrieb Magnar Åm selbst.
  - 1. Fassung für Chor, Sopran, Orgel, Kammerorchester und forsamling 
  - 2. Fassung für Chor, Sopran und Orgel
  - 3. Fassung für Chor, Sopran und Orchester. Sie wurde vom Trondheim Symfoniorkester unter Ole Kristian Ruud eingespielt und am 1. Januar 1990 bei Aurora publiziert.
- på glytt für Kontrabass und Orchester, 1981
- Burfugls draum für Chor und Kammerensemble, 1982. Es ist ein multimediales Werk, bei dem sich Chorgruppen durch das Publikum und an ihm vorbei in verschiedene Richtungen bewegen und Töne und Klangflächen erzeugen.[3]
- min klode, mi sjel, 1982 für ungdomssopran [jugendlichen Sopran] und Orchester
- til me veks ut av oss für Chor, Sprecher und Orgel, 1983
- tvers gjennom alt dette ist ein Auftragswerk zum 200. Gründungstag der Musikselskabet Harmoniens aus der sich das Bergener Philharmonische Orchester entwickelte.
- Hovering Depths für Kontrabass, 1986. Das Stück dauert ungefähr zehn Minuten, Es ist von einem Gemälde inspiriert und beschreibt das Bild eines dunklen Berges und dessen Spiegelung in einem See. Eingespielt wurde es von Bjørn Ianke auf The Contemporary Double Bass vol I. Publiziert wurde es beim Label Simax am 9. September 1988.[8]
- lyfter me som ein für Orchester, 1988
- A Cage-bird’s Dream
- her, i oppstoda, eine Unterwasserinstallation[3]
- på en stol
- Tonebad, Multimediakomposition, 1989. Ein Erlebnisraum für eine Person. in der sich die Musik dreidimensional um den Zuhörer bewegt. Im Raum befindet sich eine Kunstinstallation von Astri Eidseth Rygh. Der gesungene Text stammt von Liv Holtskog.[3][7][8]
- Fritonale samtalar für Violine, Cello und Klavier, 1988
- gratia für Harfe und Streichorchester, komponiert 1995 Auftragswerk für Willy Postma, uraufgeführt beim  Sixth World Harp Congress in Tacoma, USA, 1996.
- og Kom til ro mitt hjarte, ein Auftragswerk zum eintausendjährigen Jubiläum de Kirche in Norwegen, 1995
- sølvtråden [Silbersaite], 1995. Das Werk wurde 1998 vom Oslo Streichquartett eingespielt und 2002 veröffentlicht. Es ist das namensgebende Stück der CD The Silver Chord, die beim Musiklabel Aurora erschien.[14][15]
- ømhetens tre, 1999 Oratorium, uraufgeführt am 1. Januar 2000 mit dem Digitalis Jugendchor
- Einsam/omfamna, für Fagott und Orchester, 2005. Es ist ein Auftragswerk für Eirik Birkeland und das Philharmonische Orchester Oslo.[1][16]
- Dette Blanke No – This Our Virgin Now, für Frauenchor und Harfe, 2004 Text: Übersetzung eines Textes des US-amerikanischen Psychologen Clark Moustakas (1923–2012)
- stalagmittid, Violinkonzert, 2004
- be the purpose für Harfe und Streichsextett, 2005
- this our virgin now für Harfe und Mädchenchor, 2005
- ‘tisn’t the snow falling, it’s us leaving the ground, 2006
- God’s I’s – arias of innocence and growth, Oper/Oratorium, 2007
- motstraum, 2007 für Hardangerfiedel und Kammerorchester
- der var mjukt für Sopran und Harfe, 2007 Text: Clarc Montakas
- inngang, nærver, utgang [Eingang, Anwesenheit, Ausgang] Konzert für Bratsche und Streicher. Es besteht aus drei Sätzen: I  langsom II  hurtig III langsom. Die Uraufführung fand beim Hardanger Musikfest 2013 statt. Das Werk wurde 2014 mit dem Edvardpreis in der Kategorie Zeitgenössische Musik ausgezeichnet[12]
- Is-Slottet [Eisschloss], Oper in drei Teilen, 2014. Das Libretto von Jesper Braestrup Karlsen basiert auf dem gleichnamigen Roman von Tarjei Vesaas.[17] Den Film einer Aufführung in Ulsteinvik veröffentlichte Magnar Åm auf Vimeo. Im Film singen die norwegische Mezzosopranistin Tuva Hemmingsen als Siss, die dänische Mezzosopranistin Ingeborg Fangel Mo als Unn, der dänische Bariton Jens Søndergaard als Aslak und Ruth Wilhelmine Meyer als Moster unter der musikalischen Leitung von Frode Andersen.
- Morgen! für Sopran, Countertenor und Klavier, 2017 Text: John Henry Mackay
- Kimen [Nachtwache], Oper. Das Libretto stammt von Oda Radoor nach dem gleichnamigen Roman von Tarjei Vesaas aus dem Jahr 1940. Sie ist ein Auftragswerk des Telemark Kammerorchesters. Am 1. Juli 2017 fand in der Propellhallen Kulturarena in Volda eine Vorpremiere mit Ausschnitten der Oper statt. Es spielte das Telemark Kammerorchester unter dem norwegischen Dirigenten Lars-Erik ter Jung (* 1957). Am 5. Dezember 2017 fand im Kulturzentrum Sentralen in Oslo eine konzertante Aufführung statt. Es sangen der norwegische Bassist Magne Fremmerlid (* 1961) als Karl Li, Ingeborg Fangel Mo als Kari Nes, der norwegische Tenor Eivind Kandal (* 1986) als Andreas und die Sopranistin Karen Rosenborg Olsen als Else. Es spielte das Telemark-Kammerorchester unter Lars-Erik ter Jung.[18]
- smaken av vatnet für Chor a cappella, 2018, Text: Marit Kaldhol
- sjå lys der lys trengst für Blasorchester, 2018
- love/fear für vier Gesangsolisten, Chor und Orchester. Text:  Magnar Åm und Olav H. Hauge
- Soli Deo Gloria, Requiem für Orgel, 2020